# Набабкін Кирило Анатолійович
Кири́ло Анато́лійович Наба́бкін (рос. Кири́лл Анато́льевич Наба́бкин — нар. 8 вересня 1986 року, м. Москва, РРФСР) — російський футболіст. Грає на позиції правого захисника. Захищає кольори московського ЦСКА.

## Клубна кар'єра
Займатися футболом Набабкін почав у ДЮСШ футбольного клубу «Спартак» (Москва), де його першим тренером став Олексій Леонов. Трохи згодом Кирило перейшов до СДЮШОР «Торпедо-ЗИЛ», випускником якої зрештою і став.
Перший професійний контракт підписав з футбольним клубом «Москва» у 16-річному віці, проте грав спочатку виключно у резервній команді. 2004 року став переможцем чемпіонату Росії серед дублюючих складів. У основному складі «Москви» Набабкін дебютував 13 липня 2005 року у матчі 1/16 Кубка Росії проти махачкалинського «Динамо», а перший матч у Прем'єр-лізі провів 3 серпня2005 року проти ЦСКА.
Після закінчення сезону 2009, у якому Набабкін проявив себе як один з лідерів «Москви», Кирило підписав контракт з московським ЦСКА. У складі армійців він у першому ж сезоні став срібним призером чемпіонату, а наступного року переможцем Кубка Росії.

## Виступи у збірній
З 2005 року Кирила Набабкіна почали залучати до матчів молодіжної збірної Росії (дебютував 6 вересня 2005 року у матчі з молодіжкою Португалії), у складі якої він за три роки відіграв лише десяток матчів.
25 травня 2012 року, після гри з Уругваєм головний тренер національної збірної Росії Дік Адвокат заявив, що замість травмованого Романа Шишкіна на Чемпіонат Європи 2012 поїде саме Набабкін.

## Досягнення

### Командні трофеї
- Чемпіон Росії (3):

ЦСКА (Москва):  2012–13, 2013–14, 2015–16
- Володар Кубка Росії (3):

ЦСКА (Москва):  2010–11, 2012–13, 2022–23
- Володар Суперкубка Росії (3):

ЦСКА (Москва): 2013, 2014, 2018

### Особисті досягнення
- У списках «33 найкращих футболістів чемпіонату Росії» (1): № 3 (2009)